# Jean de Werchin

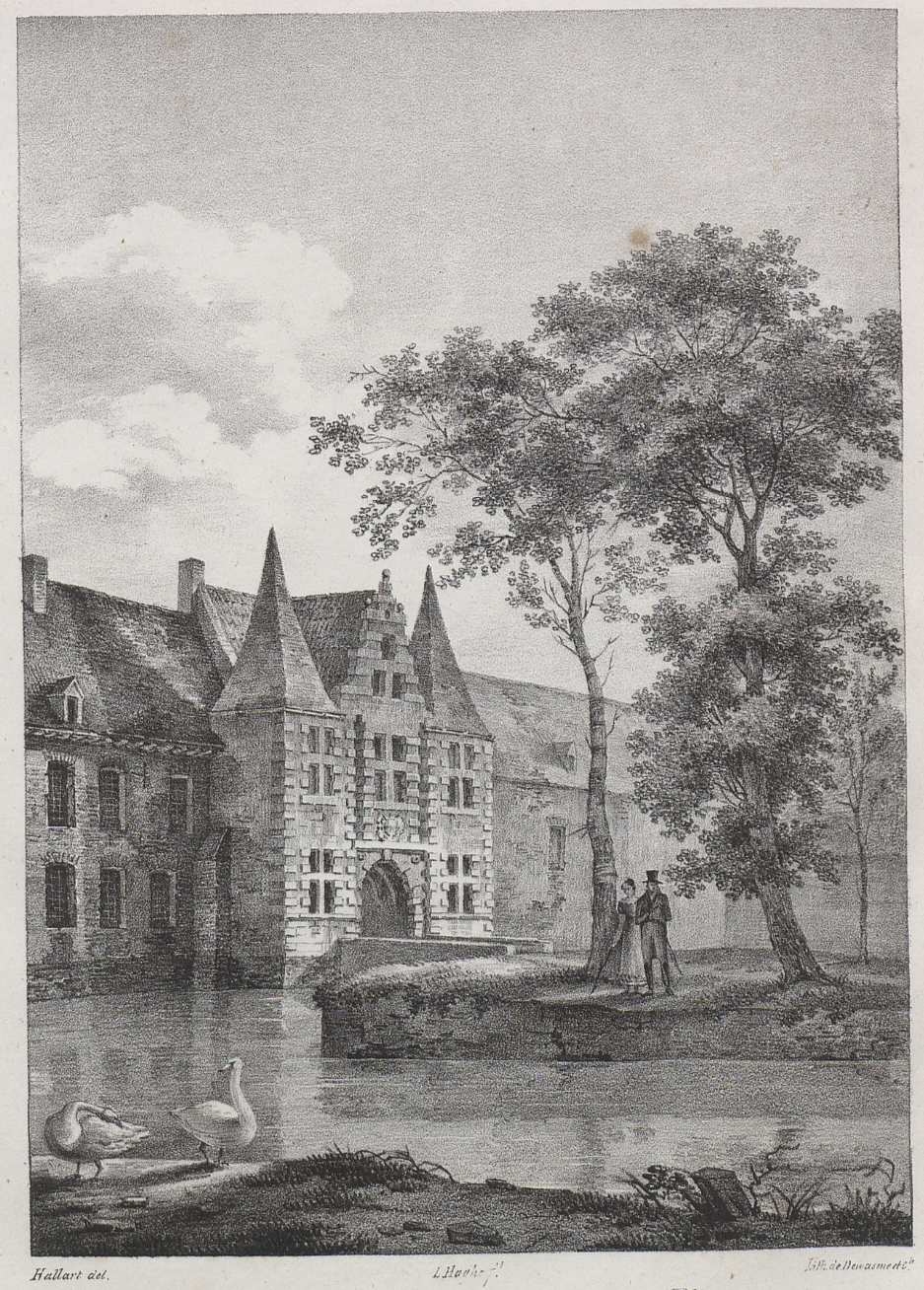
Le château de Biez à Wiers était la résidence principale de Jean.

Jean de Werchin, ou Jean III  de Werchin (1374- 25 octobre 1415), dit le Bon Sénéchal, était un chevalier errant et poète du comté de Hainaut dans le Saint Empire romain germanique. Son père, Jacques III de Werchin, meurt en 1383. Jean hérite de lui les seigneuries de Walincourt et Cysoing, ainsi que de la charge héréditaire de sénéchal du Hainaut, qui appartenait à sa famille depuis environ 1234. Il tombe à la bataille d'Azincourt en 1415.

## Enfance et vie conjugale
Peu de temps après la mort de son premier mari Jacques III de Werchin, la mère de Jean, Jeanne d'Enghien, épousa Jacques de Harcourt, seigneur de Montgomery, qui obtint en 1385 la mundeburdis (tutelle légale) sur Jean, ses deux sœurs - Jeanne et Philippotte de Werchin - et leur patrimoine,.Un certain Jean de Werchin servit Enguerrand VII de Coucy comme écuyer en Picardie en 1380, mais il s'agit d'une autre personne, puisque Jean n'atteint sa majorité qu'en 1390. Alors, il intente une action en justice pour faire destituer Jacques de Harcourt devant parlement de Paris. Il est représenté à Paris par Jean de Popaincourt. En 1393, il fit établir une denominatio, description précise des fiefs, pour ses domaines flamands.
En 1398, Jean de Werchin épouse Marguerite, fille du comte Guy I de Ligny de la maison de Luxembourg et veuve depuis 1384 du comte Pierre de Lecce. Les contrats de mariage sont rédigés les 22 février et 8 mars 1398. Marguerite meurt en mars 1406. En 1412, Jean signe un accord avec le père du premier mari de sa défunte épouse, Engelbert d'Enghien,  concernant l'héritage de Lecce (appelé Liches dans certains documents). A la mort de Jean de Werchin en 1415, c'est sa soeur Jeanne qui est désignée comme héritière. Bien que trois actes de certification ( vidimus ) du testament de Jean soient connus, le testament lui-même ne nous est pas parvenu.

## Chevalier

### Guerre en Frise
Jean réalise son premier fait d'armes en 1396, lorsqu'il rejoignit l'invasion de la Frise par Guillaume IV de Hainaut. Il s'illustre aux côtés des seigneurs de Ligne et de Jeumont. Par la suite, il est fait chevalier part Guillaume. En 1398, il combat de nouveau en Frise aux côtés du seigneur de Ligne, à la tête d'une compagnie de treize chevaliers et soixante lances.

### Voyages en Terre Sainte, en Angleterre, en Prusse et en Espagne
Jean ne participe pas à la croisade de Nicopolis en 1396 menée par Sigismond de Hongrie, car son seigneur, Guillaume IV, comte d'Ostrevant, en a été interdit par son père, le comte Albert de Hainaut et de Hollande. Il fait son premier pèlerinage en Terre Sainte en 1399 sans autorisation, et il doit ainsi demander l'absolution. En 1402, il est au siège de Gorinchem au service du comte Albert. En juin 1402, il proclame son intention de suivre le chemin de Saint-Jacques et défie tout chevalier ou écuyer de jouter avec lui, avec pour juge le duc Louis d'Orléans. Entre juillet et novembre 1404, il se trouve à Brest avec une armée, prêt à embarquer pour le Pays de Galles, où il va aider les rebelles gallois contre l'Angleterre. Il combat finalement à Falmouth.
En 1405, Jean part pour son deuxième voyage en Terre Sainte accompagné de cinq hommes, dont son chapelain Nicolle et son écuyer Guillebert de Lannoy qui tient un journal. Il s'arrête aux cours de Provence, de Savoie, de Gênes, de Sicile, de Rhodes, de Constantinople et de Chypre, et ne revient à Paris qu'en juin 1406. Son groupe a laissé quelques inscriptions dans l'ancien réfectoire du monastère Sainte-Catherine du Sinaï. Il fait ensuite un voyage en Prusse, car dès 1407 il a ramené avec lui un jeune Lituanien à qui il paye les études à Tournai. Ce garçon pourrait cependant être un enfant illégitime conçu lors de ses voyages.
Le 20 mai 1407, Jean combat dans une mêlée à quatre dans la ville de Valence. Cet événement est né du défi lancé à Colomat de Santa Coloma de se battre sous le regard du roi Martin d'Aragon ou de son fils, le roi Martin de Sicile, alors juge du combat. Avec Colomat se trouvaient Pere de Montcada, Peyronat de Santa Coloma et Bernabò de l'Uovo. Du côté de Jean de Werchin, on peut nommer Jacques de Montenay, de Normandie, Tanguy du Châtel  de Bretagne et Jean Carmen.  Lorsque les Français prennent le dessus sur leur adversaires, le roi de Sicile met fin au tournoi, mais il est tellement impressionné par la véhémence de Jean qu'il lui demande son armure, ou au moins son bassinet, en cadeau,.

### Guerre contre Liège etpas d'armesavec les anglais
Jean de Werchin, qui s'apprête à rentrer en Prusse en mai 1408, fait ses adieux à ses amis de l'auberge de la Tête d'Or à Tournai, mais il est contraint de rebrousser chemin peu après pour assister Guillaume IV de Hainaut contre le prince-évêque de Liège. Il est présent lors de la défaite des Liégeois à la bataille d'Othée le 23 septembre 1408, à la tête de la plus grande compagnie du Hainaut. À ses côtés, on compte les seigneurs de Jeumont et de La Hamaide, neuf chevaliers, soixante-neuf hommes d'armes accompagnés de trois chevaux chacun, onze autres gens de guerre avec deux chevaux et soixante-dix-huit archers, ainsi que quelques hommes envoyés par le duc Jean de Bourgogne.
Le 7 août 1407, Jean défie le chevalier anglais John Cornewall lors d'un pas d'armes. Chacun des camps est représenté par quatre chevaliers, et ils combattent devant les rois Henri IV d'Angleterre et Charles VI de France. Le 25 juin 1408, après avoir quitté hâtivement la guerre contre Liège, Jean se trouve à Ardres, probablement pour rencontrer Cornewall. En novembre, Jean écrit une lettre au roi Henri IV d'Angleterre, demandant la permission de jouter avec un chevalier de la Jarretière ou tout autre « chevalier de renom » d'Angleterre devant le roi ou le prince Henri de Galles en qualité de juge. Le roi, croyant que Jean avait l'intention de combattre tous les chevaliers de la Jarretière à la fois, le pressa de l'un après l'autre. En juin 1409, Jean et John Cornewall sont sur le point de s'affronter à deux reprises : une fois devant le duc de Bourgogne à Lille puis de nouveau devant le roi de France à Paris, mais à chaque fois le roi fait obstacle à une véritable joute. En juillet, les deux chevaliers se combattent lors d'un tournoi à Smithfield en Angleterre. Huit chevaliers du Hainaut affrontent huit d'Angleterre dans une série de joutes, pendant huit jours. Jean, à la tête des hommes de Hainaut, fut renversé dans sa lutte par le leader anglais John Beaufort, comte de Somerset.

### Au service du Roi de France, Charles VI.
Entre 1411 et 1415 Jean de Werchin se met au service du roi de France. Selon les récits du trésorier de guerre du roi, Jean de Pressy, Jean de Werchin devient banneret et commande une « chambre » de dix écuyers au sein d'une compagnie des hommes du duc de Bourgogne à Bourges en 1412. Entre 1412 et 1414, il part en pèlerinage à Saint-Jacques-de-Compostelle, en passant par Barcelone. Puis, le 30 mars 1414, son receveur de Cysoing remet 200 écus à la Couronne pour payer un chevalier, trois nobles, deux prêtres, dix valets, un héraut d'armes, deux hommes d'armes, deux pages et une demeure pour son prochain voyage, dont la destination est inconnue. Jean de Werchin est de retour le 9 novembre et examine les comptes de Cysoing, depuis son château de Biez.

### Mort à Azincourt[5]

#### L'arrivée de Jean à Rouen[5]
Le 18 août 1415, le roi d'Angleterre Henri V met le siège à la ville d'Harfleur. Le roi de France Charles VI lève en urgence une armée commandée entre autres par le Maréchal de Boucicaut, le Connétable Charles d'Albret et l'Amiral Clignet de Brabant. Jean de Werchin s'en va alors avec ses gens de guerre rejoindre l'ost royal qui s'est rassemblé à Rouen avec ordre de garder le pays, et non d'intervenir à l'encontre les anglais.
La ville d'Harfleur se rend aux anglais le 22 septembre de la même année, mais Henri V a subi de lourdes pertes lors du siège et son armée est touchée par une épidémie de dysenterie. Il est contraint de rentrer en Angleterre avec le gros de ses troupes, en remontant sur Calais pour quitter la France. Cependant, les français ne l'entendent pas ainsi.

#### La course poursuite[5]
L'armée royale coupe d'abord aux anglais la traversée de la Somme, qui sont refoulés du côté de Pont-Remy le 13 octobre, alors que Jean de Werchin et le gros de l'armée française est à Abbeville, à environ 6 kilomètres. L'armée d'Henri V, de plus en plus en proie à la fatigue et à la maladie, se livre au pillage des régions qu'elle traverse. Jean de Werchin, présent dès les premiers instants du rassemblement de l'armée française, participe à l'ensemble de la course poursuite contre l'armée anglaise. Aux alentours du 17 octobre, les français sont à Péronne lorsque les anglais parviennent à traverser la Somme entre Voyennes et Béthencourt.
Le 20 octobre, le roi de France, depuis la ville de Rouen, transmet au Connétable la décision prise par lui et son conseil ; l'armée anglaise doit être combattue et défaite. Dans toute la France un message se répand, demandant "que tous nobles hommes, accoutumés de porter armes, voulant avoir honneur, allassent nuit et jour devers le Connétable, où qu’il fut". Au soir du 24 octobre, l'armée française dans laquelle se trouve le Sénéchal et ses hommes, barre définitivement la route aux anglais au niveau de Ruisseauville.

#### La bataille d'Azincourt[6]
Au matin du 25 octobre 1415, entre les bois de Tramecourt et d'Azincourt, les français rassemblent pas moins de 9 000 gens d'armes et 4 500 gens de traits  qui font face à une armée anglaise d'environ 5 000 archers et 1000 hommes d'armes (chiffres approximatifs, cf. Bataille d'Azincourt). Jean de Werchin fait vraisemblablement partie de l'avant-garde de l'armée, puisqu'elle est exclusivement composée de chevaliers et de nobles. Elle combat à pied, et représente à elle seule la plus grosse partie de l'armée. Il est également possible qu'il ait combattu dans la cavalerie qui composait les ailes de l'armée (environ 1 200 cavaliers). On peut cependant être presque sûr que Jean était séparé de ses hommes d'armes, car ceux-ci, et ce pour tous les seigneurs accompagnés de leurs gens, étaient rassemblés dans le corps de bataille. Les officiers français ont choisi de mettre dans la troisième et dernière bataille, l'arrière-garde, le surplus d'hommes d'armes, principalement des gens à cheval pour poursuivre l'ennemi en déroute. Mais dans le désordre des préparatifs, les arbalétriers génois et les archers se retrouvent avec cette arrière-garde, contrairement aux ordres du Maréchal de Boucicaut, devenant ainsi totalement inutilisables. En quelques heures, ce qui devait être une grande revanche pour les français se transforme en véritable cauchemar. La boue empêche l'armée de se mouvoir correctement, les hommes se bousculent à cause de leur trop grand nombre, les chevaux blessés par les flèches s'en vont buter au hasard dans les rangs français ou s'empalent sur des pieux disposés par les anglais. La défaite est écrasante, et la France perd 7 princes de sang royal. Le pays est décapité de son élite. Jean de Werchin, comme 6 000 autres preux, tombe sur le champ de bataille d'Azincourt. Un chroniqueur de l'époque raconte : 
" Parmi les étrangers dont on déplora la perte se trouvaient quelques chevaliers du Hainaut et entre autres le sénéchal de ce pays qui, par sa vaillance éprouvée et par ses exploits dans diverses contrées, avait mérité d'être appelé la Fleur des Braves "

## Poète

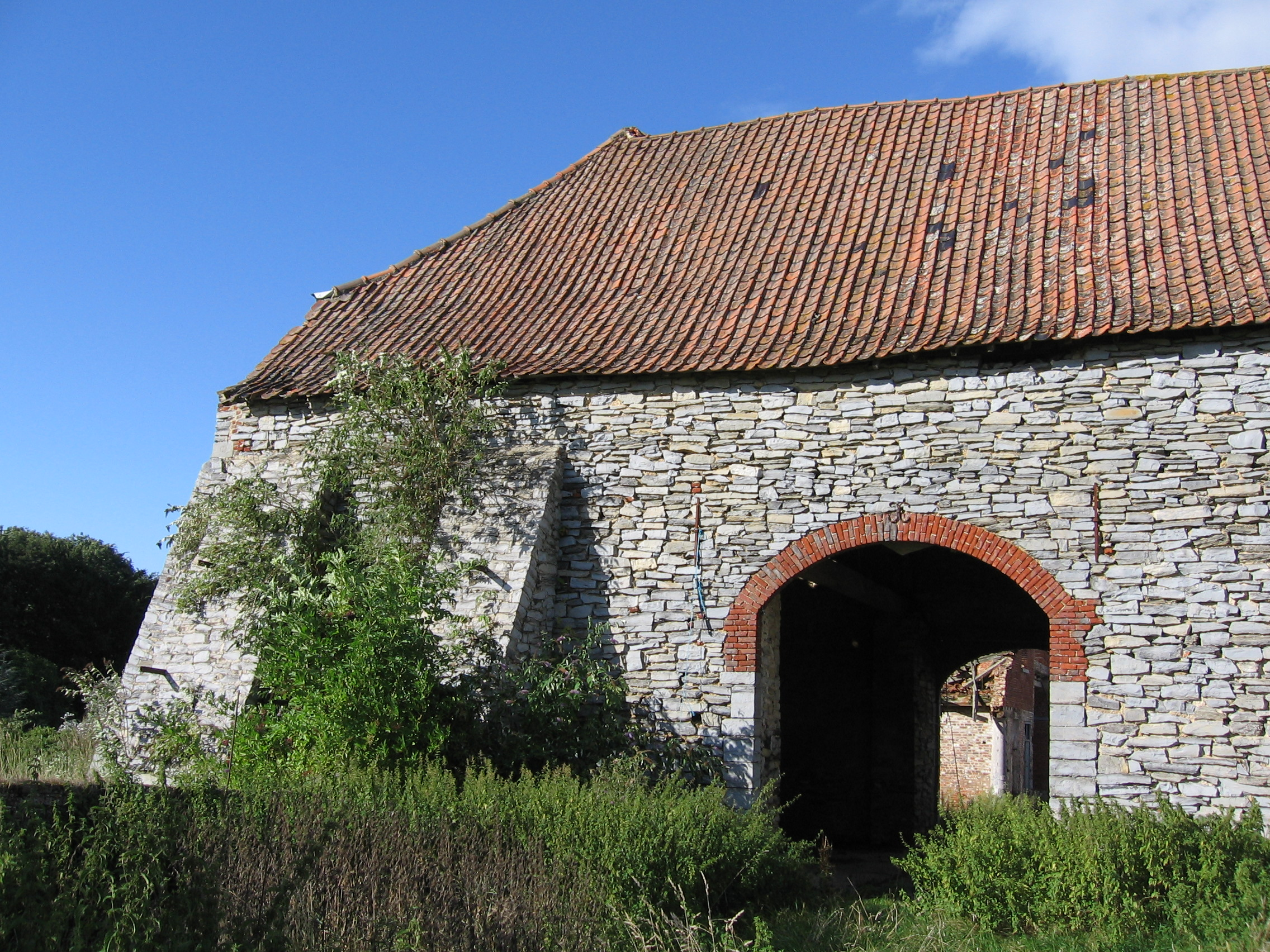
Grange de la Chartreuse du Mont-Saint-André de Chercq, fondée par le grand-père de Jean en 1375. Jean y est enterré dans le cimetière.

Jean est célèbre dans les cercles littéraires contemporains à son époque. Il devient ministre de la cour amoureuse (« cour d'amour ») fondée à Paris en 1401. Un Débat au Sénéchal de Haynnau, datant probablement de 1404, a aujourd'hui disparu. Avec Guillebert de Lannoy il compose également une série de ballades . Selon le Livre des faits de Jacques de Lalaing, il était l'un des plus vaillants guerriers du Hainaut,. Plusieurs ballades de Jean et le Songe de la barge, poème allégorique de 3 500 vers, datent de son séjour à Brest. Elles ont probablement été écrites avec le concours d'autres membres de la cour amoureuse (probablement Jean de Garencières et Lourdin de Saligny).
Achille Caulier évoque avec tendresse Jean dans Hôpital d'amour (1430), le mettant en compagnie de Tristan et Lancelot. Les évaluations contemporaines et posthumes de la vie et de l'écriture de Jean varient. Christine de Pizan a loué dans une ballade sa chevalerie et son éloquence, et lui a dédié son Livre des trois jugemens . Des siècles plus tard, Voltaire le considère dans son Essai sur les Mœurs comme un Don Quichotte ridicule et Arthur Piaget juge sa poésie médiocre. Comme Charity Cannon Willard l'a observé, Jean faisait partie d'une génération de nobles qui prenait au sérieux les préceptes de la chevalerie et de l'amour courtois, mais « il y eut peu de poètes aristocratiques après 1415, lorsque presque toute une génération de chevaliers avait périt ».

## Remarques
1. ↑  Il serait parfois appelé Jean II ou Jean IV, mais Grenier-Winther l'appelle Jean III, tout comme Jules Delignes dans un bulletin de 1930 de la Société d'étude de la province de Cambrai, qui apparait dans les sources de cette page.
2. ↑  Pierre et Engelbert étaient aussi liés avec la mère de Jean.
3. ↑  Également nommé Tanneguy du Chastel.
4. ↑  Son nom est souvent écrit différemment, Carmin, Kerneau or Carneau.

## Sources
1. 1 2 3  Jules Deligne, Société d'études de la province de Cambrai, « Bulletin : histoire et archéologie Flandre, Tournaisis, Cambrésis, Hainaut, Artois / Société d'études de la province de Cambrai », sur Gallica, 1930 (consulté le 3 avril 2024)
2. 1 2 3 4 5  Charity Cannon Willard, « Jean de Werchin, Seneschal of Hainaut: Reader and Writer of Courtly Literature », dans Keith Busby et Erik Cooper, Courtly Literature: Culture and Contexts, Philadelphia, Benjamins, 1990, 595–603 p.
3. 1 2 3 4 5 6 7 8 9 10 11 12 13 14  Werner Paravicini, « Jean de Werchin, sénéchal de Hainaut, chevalier errant », dans Francoise Autrand, Claude Gauvard et Jean-Marie Moeglin, Saint-Denis et la royauté, Paris, 1999, 125–44 p.
4. 1 2 3 4  Chris Given-Wilson, « 'The Quarrels of Old Women': Henry IV, Louis of Orléans, and Anglo-French Chivalric Challenges in the Early Fifteenth Century », dans Gwilym Dodd et Douglas Biggs, The Reign of Henry IV: Rebellion and Survival, 1403–1413, York Medieval Press, 2008, 28–47 p.
5. 1 2 3  Enguerrand de Monstrelet, Jean Le Fèvre de Saint-Remy et Henri V. (1387-1422 ; roi d'Angleterre) Auteur du texte, Chroniques d'Enguerrand de Monstrelet. Tome 3 / , nouvelle édition entièrement refondue sur les manuscrits, avec notes et éclaircissements par J. A. Buchon, 1826 (lire en ligne)
6. ↑  Dominique Paladilhe, Azincourt, 1415, Paris, Perrin, 2002, 196 p.
7. 1 2  Dominique Paladilhe, Azincourt, 1415, Paris, Perrin, 2002, 196 p., p. 101
8. ↑   [vidéo] « Documentaire Moyen Age La bataille d'Azincourt, un vendredi en enfer guerre de 100 ans fifistorien » (consulté le 4 avril 2024)
9. ↑  « Azincourt 1415 : d'où venaient les chevaliers français morts à la bataille ? », sur France 3 Hauts-de-France, 23 septembre 2015 (consulté le 4 avril 2024)
10. 1 2 3  Charity Cannon Willard, « Werchin, Jean de », dans William W. Kibler, Grover A. Zinn et Lawrence Earp, Medieval France: An Encyclopedia, Florence, KY, Routledge, 1995, p. 1843

## Lectures complémentaires
- Alain Defernez, Michel Deltenre, Dimitri Kajdanski et Philippe Rudewiez, Le château du Biez à Wiers, résidence principale de Jean IV de Werchin (1374–1415) l'un des plus illustres " chevaliers errants " de son temps, Wiers, Cercle des Deux Vernes, 2005
- Joan Grenier-Winther, Le Songe de la barge de Jean de Werchin, sénéchal de Hainaut (XVe siècle), Montreal, CERES, 1996
- « Le songe de la barge de Jean de Werchin, sénéchal de Hainaut », Romania, vol. 38, no 149,‎ 1909, p. 71–110 (DOI 10.3406/roma.1909.5050)
- « Ballades de Guillebert de Lannoy et Jean de Werchin », Romania, vol. 39, no 154,‎ 1910, p. 324–68 (DOI 10.3406/roma.1910.5119)
- Martí de Riquer i Morera, Caballeros andantes españoles, Madrid, Espasa Calpe, 1967 (lire en ligne)